# Apinagia imthurnii
Apinagia imthurnii là một loài thực vật có hoa trong họ Podostemaceae. Loài này được (K.I.Goebel) P.Royen mô tả khoa học đầu tiên năm 1951.